# Corey Davis (cestista)
Corey Richard Davis Jr. (Lafayette, 4 giugno 1997) è un cestista statunitense.

## Carriera
Nell'aprile 2023, mentre militava alla Pall. Trieste, è risultato positivo alla Benzoilecgonina, metabolita creato nel fegato dall'assunzione di cocaina. La squalifica conseguente, con rottura del contratto in essere, condannò irrimediabilmente la Pallacanestro Trieste alla retrocessione.

## Statistiche

### College
| Anno      | Squadra         | PG | PT | MP   | TC%  | 3P%  | TL%  | RP  | AP  | PRP | SP  | PP   |
| --------- | --------------- | -- | -- | ---- | ---- | ---- | ---- | --- | --- | --- | --- | ---- |
| 2017-2018 | Houston Cougars | 35 | 30 | 30,2 | 44,3 | 42,9 | 80,8 | 3,1 | 2,4 | 0,9 | 0,0 | 13,1 |
| 2018-2019 | Houston Cougars | 37 | 36 | 33,0 | 42,0 | 37,5 | 86,9 | 3,3 | 2,8 | 1,0 | 0,1 | 17,0 |
| Carriera  | Carriera        | 72 | 66 | 31,7 | 42,9 | 39,9 | 84,7 | 3,2 | 2,6 | 1,0 | 0,1 | 15,1 |